# Trevoh Chalobah
Trevoh Tom Chalobah (* 5. července 1999 Freetown) je anglický profesionální fotbalista, který hraje jako pozici středního obránce nebo defenzivního záložníka za anglický klub Chelsea FC.
Chalobah se připojil k akademii Chelsea, kde se setkal se svým bratrem Nathanielem, v roce 2007 ve věku osmi let. Od sezóny 2018/19 odcházel na hostování; konkrétně do Ipswiche, Huddersfieldu a francouzského Lorientu. Svůj debut v dresu Chelsea si odbyl v Superpoháru UEFA 2021, kde pomohl klubu k vítězství po penaltovém rozstřelu.
Reprezentoval Anglii na mládežnických úrovních od U16 do U21. V roce 2017 pomohl Anglii k vítězství na Mistrovství Evropy do 19 let.

## Klubová kariéra

### Chelsea
Chalobah se narodil v hlavním městě Sierry Leone, ve Freetownu, a připojil se k akademii Chelsea ve věku osmi let. V červnu 2016 podepsal svou první profesionální smlouvu s klubem. S mládežnickými výběry londýnského klubu se mu podařilo vyhrát Juniorskou ligu UEFA v sezóně 2015/16, FA Youth Cup 2015/16 a 2016/17 a Premier League do 18 let v sezóně 2016/17.
Chalobah v březnu 2018 podepsal s Chelea novou smlouvu a později byl nominován Antoniem Contem na finále FA Cupu proti Manchesteru United, které se hrálo 19. května 2018 na stadionu ve Wembley. Chelsea zápas vyhrála 1:0, ale Chalobah do utkání nezasáhl.

#### Ipswich Town (hostování)
V červnu 2018 odešel Chalobah na roční hostování do druholigového klubu Ipswich Town FC. Debutoval 4. srpna při remíze 2:2 s Blackburnem Rovers. O dva týdny později vstřelil svůj první gól, a to v zápase proti Aston Ville na Portman Road. 6. října vstřelil vítězný gól při vítězství 3:2 proti Swansea City, jednalo se o první ligové vítězství Ipswiche v sezóně. Navzdory tomu, že během svého působení v akademii Chelsea hrál především jako stoper, v Ipswichi nastopoval na pozici defensivního záložníka. Chalobah v sezóně 2018/19 odehrál za klub z Východní Anglie 44 zápasů a vstřelil 2 góly. Sestupu do League One však zabránit nedokázal.

#### Huddersfield Town (hostování)
Dne 8. srpna 2019 prodloužil Chalobah smlouvu s Chelsea až do roku 2022 a následně odešel na sezónní hostování do Huddersfieldu. Debutoval o pět dní později při domácí prohře 1:0 s Lincoln City v prvním kole EFL Cupu, kde odehrál celých 90 minut. Svůj první gól za Huddersfield vstřelil 21. srpna v utkání proti Cardiffu City, v 50. minutě utkání vyrovnal skóre zápasu na 1:1, nicméně Huddersfield utkání nakonec prohrál 1:2. Během sezóny odehrál 38 utkání ve všech soutěžích.

#### Lorient (hostování)
Dne 18. srpna 2020 podepsal Chalobah prodloužení smlouvy o jeden rok, do konce sezóny 2022/23, a pak se připojil k francouzskému prvoligovému týmu FC Lorient na roční hostování. V lize debutoval 13. září, když v 82. minutě utkání proti RC Lens vystřídal Houboulanga Mendese. Svůj první gól v klubu dal 27. ledna; jednalo se o úvodní branku vítězství 3:2 nad Dijonem. Svoji druhou, a zároveň poslední, ligovou branku v střelil Chalobah v posledním kole sezóny proti Štrasburku.

#### Sezóna 2021/22
Dne 11. srpna 2021 debutoval Chalobah v dresu Chelsea, a to v Superpoháru UEFA 2021 proti vítězi Evropské ligy, španělskému Villarrealu. Zápas šel za stavu 1:1 do prodloužení, ve kterém branka nepadla. Penaltový rozstřel zvládl lépe anglický tým, který jej vyhrál 6:5. Po neproměněné penaltě Raúla Albiola se Chalobah mohl se svými spoluhráči radovat z vítězství a ze zisku trofeje. O tři dny později debutoval Chalobah v Premier League, a to v úvodním kole proti Crystal Palace, kde se Chalobah, při výhře 3:0, střelecky prosadil.

## Reprezentační kariéra
Chalobah je bývalým mládežnickým reprezentantem Anglie na úrovních od 16 do 20 let. V listopadu 2014 se Chalobah, v utkání proti Skotsku na turnaji Victory Shield, stal kapitánem reprezentace do 16 let. Hned ve svém prvním utkání za reprezentaci do 17 let, 26. srpna 2015 proti Itálii, obdržel kapitánskou pásku. V květnu 2016 byl Chalobah kapitánem týmu, který na Mistrovství Evropy do 17 let 2016 prohrál ve čtvrtfinále se Španělskem.
Chalobah byl povolán do anglického výběru na Mistrovství Evropy do 19 let 2017. V posledním zápase základní skupiny proti Německu utrpěl zranění kotníku, které jej vyřadilo do konce turnaje, který Angličané vyhráli, když si ve finále poradili s Portugalskem.
Dne 30. srpna 2019 byl Chalobah poprvé povolán do anglické jednadvacítky. V týmu debutoval 6. září 2019 během kvalifikačního utkání na Mistrovství Evropy do 21 let proti Turecku.

## Statistiky

### Klubové
K 14. srpnu 2021
| Klub                      | Sezóna  | Liga           | Liga   | Liga | Národní pohár | Národní pohár | Ligový pohár | Ligový pohár | Evropské poháry | Evropské poháry | Ostatní | Ostatní | Celkem | Celkem |
| Klub                      | Sezóna  | Liga           | Zápasy | Góly | Zápasy        | Góly          | Zápasy       | Góly         | Zápasy          | Góly            | Zápasy  | Góly    | Zápasy | Góly   |
| ------------------------- | ------- | -------------- | ------ | ---- | ------------- | ------------- | ------------ | ------------ | --------------- | --------------- | ------- | ------- | ------ | ------ |
| Chelsea                   | 2017/18 | Premier League | 0      | 0    | 0             | 0             | 0            | 0            | 0               | 0               | —       | —       | 0      | 0      |
| Chelsea                   | 2018/19 | Premier League | 0      | 0    | 0             | 0             | 0            | 0            | 0               | 0               | —       | —       | 0      | 0      |
| Chelsea                   | 2019/20 | Premier League | 0      | 0    | 0             | 0             | 0            | 0            | 0               | 0               | —       | —       | 0      | 0      |
| Chelsea                   | 2020/21 | Premier League | 0      | 0    | 0             | 0             | 0            | 0            | 0               | 0               | —       | —       | 0      | 0      |
| Chelsea                   | 2021/22 | Premier League | 1      | 1    | 0             | 0             | 0            | 0            | 0               | 0               | 1       | 0       | 2      | 1      |
| Chelsea                   | Celkem  | Celkem         | 1      | 1    | 0             | 0             | 0            | 0            | 0               | 0               | 1       | 0       | 2      | 1      |
| Ipswich Town (host.)      | 2018/19 | Championship   | 43     | 2    | 0             | 0             | 1            | 0            | —               | —               | —       | —       | 44     | 2      |
| Huddersfield Town (host.) | 2019/20 | Championship   | 36     | 1    | 1             | 0             | 1            | 0            | —               | —               | —       | —       | 38     | 1      |
| Lorient (host.)           | 2020/21 | Ligue 1        | 29     | 2    | 1             | 0             | —            | —            | —               | —               | —       | —       | 30     | 2      |
| Celkem                    | Celkem  | Celkem         | 109    | 6    | 2             | 0             | 2            | 0            | 0               | 0               | 1       | 0       | 114    | 6      |

## Ocenění

### Klubové

#### Chelsea
- FA Cup: 2017/18[8]
- Superpohár UEFA: 2021[29]

### Reprezentační

#### Anglie U19
- Mistrovství Evropy do 19 let: 2017[26]